# Spielgemeinschaft Volleyball Gellersen Lüneburg 2014-2015
Questa voce raccoglie le informazioni riguardanti lo Spielgemeinschaft Volleyball Gellersen Lüneburg nelle competizioni ufficiali della stagione 2014-2015.

## Organigramma societario
Area direttiva
- Presidente: Andreas Bahlburg

Area tecnica
- Allenatore: Stefan Hübner
- Allenatore in seconda: Bernd Schlesinger
- Assistente allenatore: Malte Stolley
- Scout man: Malte Stolley

Area sanitaria
- Medico: Thomas Buller, Rolf Bünte, Andreas Luedtke
- Fisioterapista: Ulf Nitschke, Nina Weber

## Rosa
| N° | Nome            | Ruolo | Data di nascita   | Nazionalità sportiva |
| -- | --------------- | ----- | ----------------- | -------------------- |
| 1  | Erik Mattson    | L     | 18 dicembre 1990  | Canada               |
| 2  | Immo Brüggemann | L     | 17 gennaio 1991   | Germania             |
| 3  | Scott Kevorken  | C     | 16 febbraio 1991  | Stati Uniti          |
| 4  | Tijmen Laane    | S     | 2 febbraio 1988   | Paesi Bassi          |
| 5  | René Bahlburg   | S     | 9 giugno 1988     | Germania             |
| 6  | Eugenio Dolfo   | P     | 23 giugno 1987    | Italia               |
| 7  | Jannik Pörner   | S/O   | 13 luglio 1994    | Germania             |
| 8  | David Seybering | C     | 19 dicembre 1995  | Germania             |
| 9  | Falko Steinke   | S/O   | 26 marzo 1985     | Germania             |
| 11 | Nicolas Marks   | S     | 23 settembre 1994 | Germania             |
| 13 | Stefan Köhler   | S     | 29 aprile 1989    | Germania             |
| 14 | Michel Schlien  | C     | 5 marzo 1992      | Germania             |
| 15 | Thole, Julius   | S/O   | 17 maggio 1977    | Germania             |
| 16 | Carlos Mora     | P     | 19 marzo 1990     | Spagna               |
| 18 | Patrick Kruse   | C     | 6 settembre 1988  | Germania             |